# 夏恩·傑克遜
夏恩·傑克遜（Cheyenne David Jackson，1975年7月12日—）是美國的一位演員和詞曲作家。他主演了眾多百老匯音樂劇及電視電影作品，並且也在音樂活動方面十分活躍。他是一位已經出櫃的同性戀者，在2014年9月和男友結婚。